# Лівада-Беюшулуй
Лівада-Беюшулуй (рум. Livada Beiușului) — село у повіті Біхор в Румунії. Входить до складу комуни Дрегенешть.
Село розташоване на відстані 378 км на північний захід від Бухареста, 59 км на південний схід від Ораді, 92 км на захід від Клуж-Напоки, 133 км на північний схід від Тімішоари.

## Населення
За даними перепису населення 2002 року у селі проживали 132 особи, усі — румуни. Усі жителі села рідною мовою назвали румунську.